# ماريا بلاسكو مارويندا
ماريا بلاسكو مارويندا (بالإسبانية: María Blasco Marhuenda) (و. 1965  م) هي باحثة، وعالمة أحياء إسبانية. كانت تشغل إدارة المركز الوطني الإسباني لأبحاث السرطان حتى إقالتها في يناير 2025.

## التعليم
تعلمت في جامعة مدريد المستقلة.

## جوائز
حصلت على جوائز منها:
- الدكتوراة الفخرية من جامعة مرسية  [لغات أخرى]‏ (26 نوفمبر 2018)[21]
- الدكتوراه الفخرية من جامعة لقنت (27 يناير 2017)[22]
- Miguel Catalán Prize  [لغات أخرى]‏ (2015)[23]
- الدكتوراة الفخرية من جامعة كارلوس الثالث في مدريد  [لغات أخرى]‏ (12 سبتمبر 2014)[24]
- الفريق العلمي الإسباني (2014)
- جائزة البحوث الوطنية سانتياجو رامون إي كاخال (2010)[25]
- الجائزة الأوروبية العلمية لكوربر [الإنجليزية]‏ (2008)
- جائزة الملك جايم الأول للبحوث الأساسية  [لغات أخرى]‏ (2007)[26]
- EMBO Gold Medal [الإنجليزية]‏ (2004)

## روابط خارجية
- ماريا بلاسكو مارويندا على موقع IMDb (الإنجليزية)
- ماريا بلاسكو مارويندا على موقع قاعدة بيانات الفيلم (الإنجليزية)